# Fontaine Marianne
La fontaine Marianne ou fontaine de la République est une fontaine située à Jussey, dans le département de la Haute-Saône, en France.

## Description
Un bassin de pierre est surmonté par un piédestal de métal orné de dauphins. Au-dessus se trouve une statue en fonte de Marianne, drapée à l'antique et vêtue d'une peau de lion. La figure allégorique de la République tient un bouclier et une main de justice de la main gauche, et brandit,de la main droite, un triangle. Il s'agir ici d'une référence à la triade : Liberté-Égalité-Fraternité plutôt que du triangle maçonnique. D'autres valeurs républicaines sont symbolisées : la Liberté (sein et cuisse découverts), la République nourricière (couronne de blé et de raisins), la Force (le lion). 

## Localisation
La fontaine se trouvait initialement (1870) sur la place de l'église ; elle a été déplacée en 1920 sur l'actuelle place de la Libération afin de permettre l'implantation du monument aux morts. Les Jusséens se plaisent à dire que "la République s'est inclinée devant le sacrifice des Poilus".
C'est l'une des 19 fontaines et lavoirs de la commune

## Historique[2]
Jussey se dote en 1869 et 1870 de plusieurs fontaines, dont la réalisation est confiée à l'architecte vésulien Charles Dodelier. L'une d'elles, placée devant l'église, est surmontée d'une statue présentant une allégorie de l'agriculture (statue de l'Abondance).
En 1886, la sculpture est déplacée pour être remplacée par celle de Marianne, acquise initialement pour une fontaine de la rue Beljeux , actuelle fontaine Cérès. La statue de Marianne date de la deuxième République (1849) ; elle a été déposée peu après, à la proclamation de l'Empire (1852) : 
À la suite du coup d’État du 2 décembre 1851, la municipalité démissionne et est remplacée par des partisans de Napoléon III. Le 14 décembre 1852, la nouvelle équipe municipale décide que cette statue républicaine n'est pas compatible avec la politique du moment. Elle est vendue aux enchères le 28 décembre 1852. Achetée secrètement par l’ancien maire républicain, et brasseur, Jean-Pierre Bony, celui-ci la lègue à un ami qui en fera don, en avril 1884, à la municipalité de Jussey dont le maire républicain est alors le docteur Charles Bontemps. 
Cette Marianne, dont le sculpteur n'est pas connu, est considérée comme la plus ancienne érigée en France sur une place publique. 
L'édifice est inscrit au titre des monuments historiques en 2000.

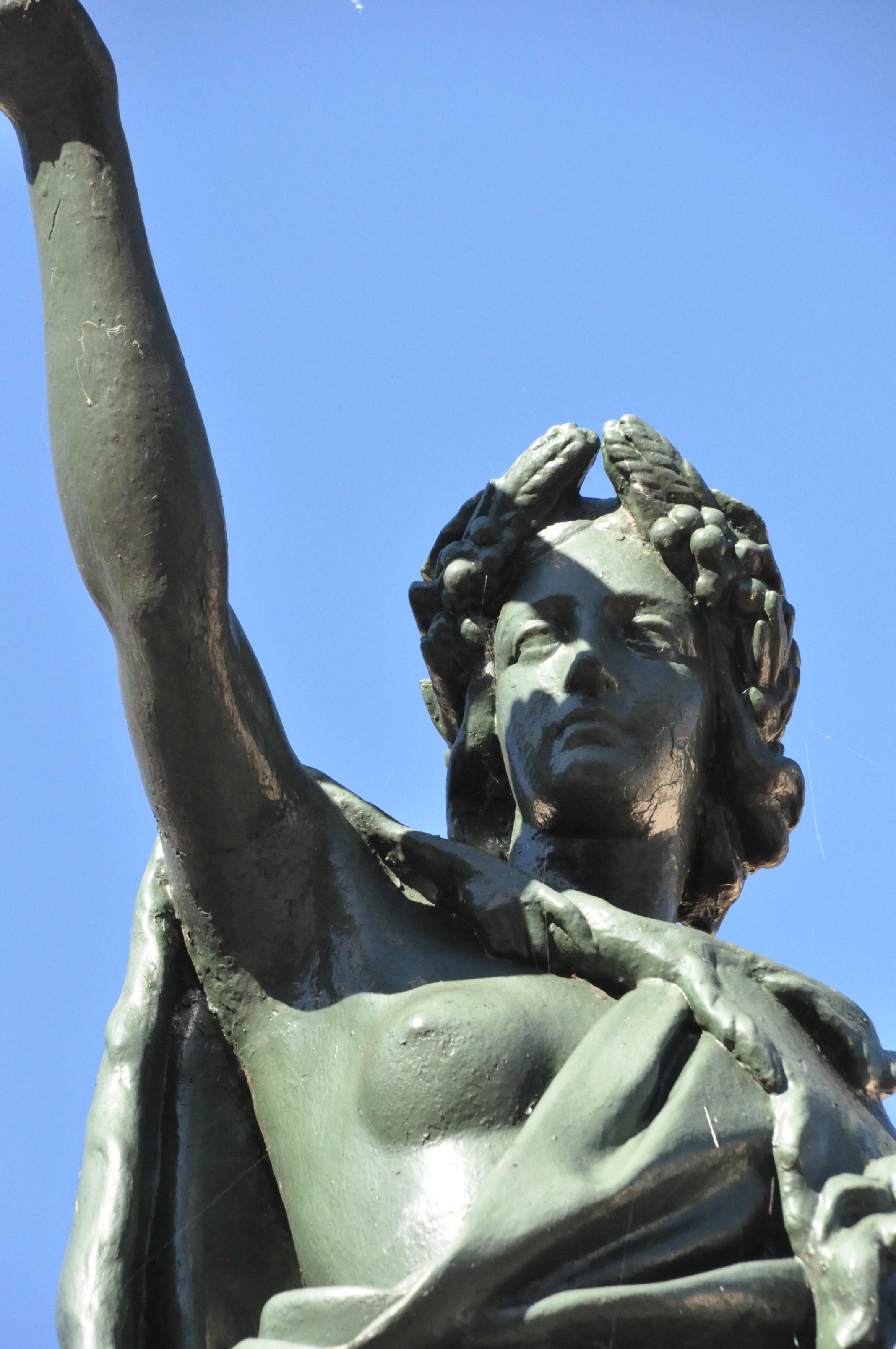
Visage de la statue